# Boris Neveu
Boris Neveu (* 12. April 1986 in Lourdes) ist ein ehemaliger französischer Kanute, der seine Erfolge im Kanuslalom errang.

## Laufbahn
Boris Neveu begann im Alter von fünf bis sechs Jahren auf Anregung seiner Eltern, die den Sport in ihrer Freizeit betrieben, mit dem Kanusport. Neben dem Fußball, den er im Alter von 14–15 Jahren aufgab, fuhr er auch noch Ski in den Nahe seines Heimatortes gelegenen Pyrenäen.
Nach einigen national guten Ergebnissen bei Junioren-Wettbewerben errang er im Jahr 2004 bei den Junioren-Weltmeisterschaften seinen ersten großen internationalen Erfolg: Gold im Team mit dem Team. 
Ab 2006 errang er auch bei den Senioren Titel und Medaillen. Insgesamt fünf Weltmeistertitel und drei Europameistertitel stehen in seiner Vita zu Buche. 
Trotz seiner Erfolge nahm er nur zweimal an Olympischen Sommerspielen teil. Bedingt durch die starke nationale Konkurrenz qualifizierte er sich erstmals für die Spiele 2020 in Tokio. Dort zog er als Halbfinal-Zweiter ins Finale ein, belegte dann aber wegen vier Strafsekunden nur den siebten Platz. Bei den Olympischen Spielen 2024 in Paris startete Neveu im Kajak-Cross und gewann dort sowohl seinen Lauf in der ersten Runde als auch in der Vorrunde. Auch seinen Viertelfinallauf gewann er, ehe ihm im Halbfinale ein Fahrfehler unterlief und er als Dritter den Finaleinzug verpasste. Ende 2024 beendete er seine Karriere.